# اداگورو
اداگورو (به انگلیسی: Adagooru) یک روستا در هند است که در کارناتاکا واقع شده‌است.